# Wurzalm
Die Wurzalm (auch: Wurz-Alm) ist eine aufgelassene Alm westlich des Ristfeuchthorns auf dem Gebiet der Gemeinde Schneizlreuth.

## Bauten
Vom ehemaligen Kaser sind heute nur noch einige Steine des Fundaments vorhanden. 1953 war der Kaser bereits verfallen.

## Heutige Nutzung
Die Wurzalm ist seit längerer Zeit aufgelassen, die Almlichte ist inzwischen völlig zugewachsen.

## Lage
Die Wurzalm befindet sich zwischen Kranzkogel und Ristfeuchthorn.